# グレゴリー・ケズナジャット
グレゴリー・ケズナジャット（英語: Gregory Khezrnejat、 1984年 - ）は、アメリカ合衆国出身の小説家。法政大学グローバル教養学部准教授。博士（国文学）。日本語を母語とせずに日本語で創作を続けている作家の一人。

## 経歴
サウスカロライナ州グリーンビルで生まれる。父親はイラン出身。高校時代に日本語と出会う。2007年にクレムソン大学を卒業し、英文学と情報科学の学士号を取得。英語指導助手として日本に渡る。それから10年を京都で過ごし、同志社大学大学院で谷崎潤一郎を研究。2013年に MEXT 研究者として修士号を授与され、2017年に博士後期課程を修了した。
2021年に『鴨川ランナー』で第2回京都文学賞を受賞しデビュー。「開墾地」が第168回芥川龍之介賞の候補となる。2023年、第9回早稲田大学坪内逍遥大賞奨励賞を受賞。2025年、「トラジェクトリー」が第173回芥川龍之介賞の候補となる。

## 著書
- 『鴨川ランナー』（講談社、2021年10月）[13][14]
- 『開墾地』（講談社、2023年1月）[15]
- 『トラジェクトリー』（文藝春秋、2025年7月）

## アンソロジー収録
- 「痼り」（日本文藝家協会編『文学2025』講談社、2025年6月）
  - 初出:『群像』2024年9月号

## 研究
- 菊池尚代、Harmon II, Dennis、Khezrnejat, Gregory、Kikuchi, Hisayo「研究プロジェクト報告 Online Model United Nations : Development, Implementation, and Validation」『青山学院大学附置情報メディアセンター（青山インフォメーション・サイエンス）』第47巻第1号、2019年、36–43頁、CRID 1520290883574485248、doi:10.34321/21348、NCID AN10532965。
  - 「谷崎潤一郎の〈スパイ〉小説」『日本文学』第65巻第2号、日本文学協会、2016年2月10日、33-43頁。ISSN 0386-9903、CRID 1390850313416064128、doi:10.20620/nihonbungaku.65.2_33。

## 論文

### 単著
- Khezrnejat, Gregory Warren『谷崎潤一郎の〈メルティング・ポット〉：大正・昭和初期の作品における越境的美学』同志社大学、2017年。CRID 1110001310268800000。doi:10.14988/di.2018.0000000134。NDLJP:11117484、甲第866号、博士（国文学）。
- 「体系的知識と断片の美学 : 谷崎潤一郎「痴人の愛」論」『青山語文』第49巻、青山学院大学日本文学会、2019-03-20、95-105頁。CRID 1390853649507690240、doi:10.34321/21086、ISSN 0389-8393。
- "The Transnational in Translation : Reading Hideo Levy’s A Room Where the Star-Spangled Banner Cannot Be Heard in English". GIS journal : the Hosei journal of global and interdisciplinary studies . Faculty of Global and Interdisciplinary Studies, Hosei University, 2021-03: (7) pp.31-44. CRID 1390853651031684864, doi:10.15002/00024298.
- 「それぞれの語感」『跨境　日本語文学研究』16号、高麗大学校日本研究センター、2023、8-10頁。ISSN 2383-5222、CRID 1520298124100270720。掲載誌別題『Border crossings : the journal of Japanese-language literature studies』。
- 「越境なき越境文学」『日本近代文学』108号、日本近代文学会、2023-05、146-149頁。ISSN 05493749、CRID 1520577983788967040。掲載誌別題『Modern Japanese literary studies』。

### 共著
- 佐藤貴之、ケズナジャット グレゴリー、福岡弘彬、李春草、林麗婷、真銅正宏「翻刻 谷口和三郎『明治三十年和泉艦ニテ航海日記』」『同志社国文学』80号、同志社大学国文学会、2014-03-20、141-121頁。CRID 1390009224914318208、doi:10.14988/pa.2017.0000013992、ISSN 03898717。